# Венерсборгс Исстадион
Стадион «Венерсборгс Исстадион» (швед. Vänersborgs Isstadion) — спортивное сооружение в Венерсборге, Швеция. Сооружение предназначено для проведения футбольных матчей в летний период, хоккейных — в зимний. Арену для домашних игр использует команда по хоккею с мячом «Венерсборг». Трибуны спортивного комплекса вмещают ок. 1000 зрителей. Открыта арена в 2002 году.
Инфраструктура: искусственный лёд.

## Информация
Адрес: Венерсборг, Gropbrovägen, 6 (Vänersborg)